# Prebaetodes
Prebaetodes is een geslacht van haften (Ephemeroptera) uit de familie Baetidae.

## Soorten
Het geslacht Prebaetodes omvat de volgende soorten:
- Prebaetodes meridinensis
- Prebaetodes sitesi